# 百済王氏
百済王氏（くだらのこにきしうじ）は、百済最後の王である義慈王の子である善光を始祖とする日本の氏族。持統朝に百済王の氏姓を賜与された。「こにきし」は、古代朝鮮の三韓の王を指す言葉であり、古代朝鮮語に由来すると考えられている。

## 概説
氏として「百済」を称する氏族は複数ある（百済朝臣、百済公、百済連、百済宿禰）が、王という特殊な姓の示すとおり、かつての百済王族の出身の氏を指す。また延暦9年（790年）菅野朝臣の改姓上表で、百済王仁貞らが後見者然と名を連ねていることより、百済系渡来氏族の宗家的地位にあったと考えられる。
百済王氏の本拠地は当初難波にあったが、その後北河内交野郡中宮郷（現・大阪府枚方市中宮）に本拠を移し、この地に百済王の祀廟と百済寺を建立した。百済寺は中世に焼失したが、百済王神社は今も大阪府枚方市に残る。

## 歴史
正史の『三国遺事』 卷1 紀異1 北扶餘に扶余氏（元姓）の温祚の父である東明帝が卒本夫餘を建国したという記事がある。
『三国史記』百済本紀の分注に、朱蒙が卒本夫餘に至った際に娘を得て二子をもうけたとする記事がある。
「二子」とは、温祚と沸流のことである。
百済最後の国王・義慈王は倭国と同盟し、その王子豊璋と善光（扶余勇・禅広王・余禅広）を倭国に送った。日本に残った善光が百済王族の血統を伝えることとなった。
奈良時代末期には俊哲が陸奥守・鎮守将軍・征夷副使などに任じられ、武鏡は出羽守となるなど、敬福以来東北地方の経営と征夷事業に関わった。平安時代初期には、桓武天皇の母（高野新笠）が百済系渡来氏族の和氏出身であったため天皇の外戚とみなされ厚遇を受けた。一族の娘を桓武天皇・嵯峨天皇らの後宮の宮人とした。和気氏・伴氏・佐伯氏などとともに功臣の子孫として天皇即位などの儀式の際に氏爵を受け、従五位下の官人を輩出する慣例ができた。これらの百済王氏への氏爵は戦国時代まで行われていた。
百済王神社の旧神主家である三松氏は百済王氏の後裔を自称した。
また、平安時代後期に常陸国の税所を預かって在庁官人の最高位にあった百済氏も、元は百済王氏の子孫であったとみられる。

## 人物

### 飛鳥時代の人物
- 扶余豊璋：善光の兄で、善光と共に倭国に派遣されている（日本書紀では派遣、三国史記では人質）、鬼室福信ら百済遺臣に迎えられて帰国する。
- 百済王善光（601年 - 693年）：持統天皇より百済王の氏姓を賜る。正広肆（従三位相当）、贈正広参（正三位相当）
- 百済王昌成（? - 674年）

### 飛鳥時代から奈良時代初期の人物
- 百済王遠宝
- 百済王朗虞（661年 - 737年）：従四位下摂津亮
- 百済王南典（666年 - 758年）：備前守

### 奈良時代の人物
- 百済王慈敬
- 百済王孝忠
- 百済王敬福（697年 - 766年）：従三位刑部卿。『公卿補任』天平廿一午条百済王敬福の尻付には「南典弟也」とある。

### 奈良時代末期から平安時代初期の人物
- 百済王理伯
- 百済王武鏡：出羽守
- 百済王明信（? - 815年）：藤原継縄室。尚侍
- 百済王俊哲：陸奥鎮守将軍征夷副使
- 百済王仁貞：備前守
- 百済王教法：桓武天皇女御
- 百済王教仁：桓武天皇後宮
- 百済王教徳

### 平安時代前期の人物
- 百済王教俊
- 百済王貴命：俊哲の娘。嵯峨天皇女御
- 百済王慶命：嵯峨天皇後宮。尚侍

### 平安時代中期の人物
- 百済王勝義（779年 - 855年7月）
- 百済王貞連（くだらのこにきし ていれん／さだつら）

#### 史料に見える百済王氏の陞爵・叙任
以下は、「日本三代実録」にみえる百済王氏の陞爵・叙任の一覧。
- 忠岑（嘉祥 3 年(850)5 月己卯　中務少丞）
- 教福（嘉祥 3 年(850)5 月庚辰　元興寺使）
- 慶世（嘉祥 3 年(850)5 月庚辰　藥師寺使）
- 永仁（仁寿元年(851)4 月癸卯朔　次侍従）
- 貴命（仁寿元年(851)9 月甲戌　女御）
- 安宗（仁寿 3 年(853)正月丁未　安芸介）
- 教凝（齊衡元年(854)2 月辛未　侍従
- 安宗（齊衡 3 年(856)正月辛亥　從五位下→從五位上）
- 貞琳（天安元年(857)正月丁未　從六位上→從五位下）
- 淳仁（天安 2 年(858)正月庚子　從六位上→ 從五位下）
- 永仁（天安 2 年(858)11 月甲子　從五位下→従五位上）
- 俊聰（貞觀元年(859)11 月庚午　正六位上→從五位下）
- 香春（貞觀元年(859)11 月辛未　无位→從五位下）
- 貞恵（貞觀 2 年(860)11 月壬辰　從五位下）
- 俊聡（貞觀 6 年(864)10 月丁卯　從五位下）
- 教隆（元慶 3 年(879)11 月庚辰　正六位上→從五位下）
- 忠岑（嘉祥 3 年(850)5 月己卯　中務少丞）
- 教福（嘉祥 3 年(850)5 月庚辰　元興寺使）
- 慶世（嘉祥 3 年(850)5 月庚辰　藥師寺使）
- 永仁（仁寿元年(851)4 月癸卯朔　次侍従）
- 貴命（仁寿元年(851)9 月甲戌　女御）
- 安宗（仁寿 3 年(853)正月丁未　安芸介）
- 教凝（齊衡元年(854)2 月辛未　侍従）
- 安宗（天安 2 年(858)正月己酉　安芸守）
- 永仁（天安 2 年(858)11 月甲子　右兵庫頭）
- 慶世（貞觀元年(859)2 月己亥　刑部大輔）
- 永仁（貞觀元年(859)2 月己亥　摂津権介）
- 慶世（貞觀元年(859)4 月丁亥　次侍従）
- 俊聰（貞觀元年(859)11 月庚午　丹波権掾）
- 俊聡（貞觀 6 年(864)10 月丁卯　伯耆守）
- 俊聡（天安 2 年(元慶 3 年(879)正月丁酉　和泉守）
- 教隆（元慶 3 年(879)11 月庚辰　右馬大充）

### 平安時代後期の人物
以下は、各種史料による平安時代後期における百済王氏の陞爵・叙任の一覧。ただし一部は百済王氏ではなく、百済朝臣・百済宿禰などのような百済系の氏姓が含まれている可能性がある。
- 百済王 （昌泰 3(900)8・20　河内権介）
- 百済貞運 （延長元(923)12・13　内舎人）
- 百済王貞運 （天慶 2(939)5・15　武蔵守）
- 百済王貞運 （天慶 2(939)5・17　武蔵守,前上総守,従五位下）
- 百済貞運 （天慶 2(939)12.11/12.29　武蔵守）
- 百済王興勢 （天慶 9(946)10・28　散位従五位下）
- 百済王 （応和元(961)6・5　図書頭）
- 百済 （安和 2(969)7・8　山城大掾）
- 百済 （治承 4(1180)4・21　従五位下）
- 百済清重 （長徳 2(996)正・25　播磨権少掾）
- 百済王為孝 （長徳 3(996)正・28　周防権掾,正六位上）
- 百済述高 （長和 4(1015)11・16　播磨国有年庄寄人）
- 百済王基貞 （応徳 3(1086)12・16　禁野司小口,従五位下）
- 百済惟助 （長治 2(1105)8・20　異国警固斫本司 兼監代）
- 百済王清重 （永久 4(1116)12・20　播磨権掾,正六位上）
- 百済年旧 （永久 4(1116)12・20　上野少掾）
- 百済花押 （仁平元(1151)4・8　散位）
- 百済雅国 （長寛 3(1165)年 7・25　従五位下）
- 百済重次 （承安 2 年(1172)12・30　豊前国日足庄官 人代）

### 鎌倉・室町期の人物
以下は、各種史料による室町・鎌倉期における百済王氏の陞爵・叙任の一覧。ただし一部は百済王氏ではなく、百済朝臣・百済宿禰などの ような百済系の氏姓が含まれている可能性がある。
- 百済王時里 （治承 4(1180)4・21　従五位下）
- 百済岑基 （建久 9(1190)2・26　従五位下）
- 百済王光房 （寛元 4(1246)3・8　従五位下）
- 百済王貞秀 （弘安 11(1288)3・8　従五位下）
- 百済高延 （貞和元(1349)12・21　従五位下）
- 百済王遠倫 （永正 18(1521)3・17　従五位下）

## 系譜
|  |  |  |  |        |      |      |      |      |      |  |  |          |          |          |          |          |          |  |  |  |  |
|  |  |  |  | 義慈王 |      |      |      |      |      |  |  |          |          |          |          |          |          |  |  |  |  |
|  |  |  |  |        |      |      |      |      |      |  |  |          |          |          |          |          |          |  |  |  |  |
|  |  |  |  |        |      |      |      |      |      |  |  |          |          |          |          |          |          |  |  |  |  |
|  |  |  |  | 善光   | 善光 | 善光 | 善光 | 善光 | 善光 |  |  | 扶余豊璋 | 扶余豊璋 | 扶余豊璋 | 扶余豊璋 | 扶余豊璋 | 扶余豊璋 |  |  |  |  |
|  |  |  |  | 善光   | 善光 | 善光 | 善光 | 善光 | 善光 |  |  | 扶余豊璋 | 扶余豊璋 | 扶余豊璋 | 扶余豊璋 | 扶余豊璋 | 扶余豊璋 |  |  |  |  |
|  |  |  |  | 昌成   |      |      |      |      |      |  |  |          |          |          |          |          |          |  |  |  |  |
|  |  |  |  |        |      |      |      |      |      |  |  |          |          |          |          |          |          |  |  |  |  |
|  |  |  |  | 朗虞   |      |      |      |      |      |  |  |          |          |          |          |          |          |  |  |  |  |
|  |  |  |  |        |      |      |      |      |      |  |  |          |          |          |          |          |          |  |  |  |  |
|  |  |  |  | 敬福   |      |      |      |      |      |  |  |          |          |          |          |          |          |  |  |  |  |
|  |  |  |  |        |      |      |      |      |      |  |  |          |          |          |          |          |          |  |  |  |  |

- なお、百済王氏は詳しい系図が伝わっておらず、系譜関係が不明な人物も多い。『続群書類従』系譜部に「百済王氏系図」が収録されていたことが知られるが、現在伝わっていない。また百済王氏の後裔を自称する三松氏の系譜『百済王三松氏系図』[15]が存在するが、その史料価値には疑問を呈する意見[16]があり、『国史大辞典』など主要な辞典類でも採用していないものが多い。
- 百済王氏（百済王族）の血統は、百済最後の国王・義慈王の王子・百済王善光の子孫が皇室を通して現代にも伝わっており、義慈王 ― 百済王善光 ― 百済王昌成 ― 百済王郎虞 ― 百済王敬福 ― 百済王理伯 ― 百済王俊哲 ― 百済王教俊 ― 百済王慶命（嵯峨天皇尚侍) ― 源定（嵯峨第六源氏） ― 源唱 ― 源周子 ― 源高明 ― 源明子 ― 藤原尊子 (藤原道長の娘) ― 源顕房 ― 藤原賢子（白河天皇中宮） ― 堀河天皇 ― （以後歴代天皇）となる。